# マクベス (シェイクスピア)

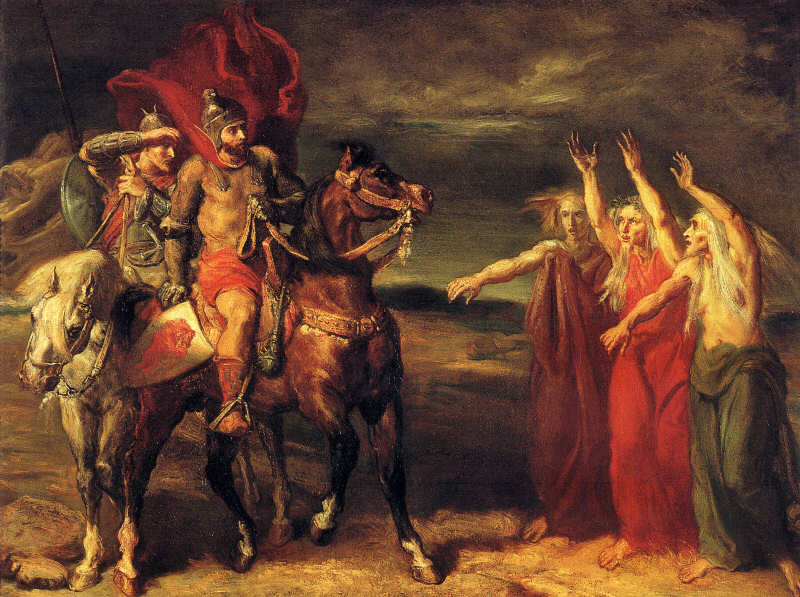
3人の魔女と出会ったマクベスとバンクォー（1855年、テオドール・シャセリオー画）

『マクベス』（Macbeth）は、1606年頃に成立したウィリアム・シェイクスピアによって書かれた戯曲である。勇猛果敢だが小心な一面もある将軍マクベスが妻と謀って主君を暗殺し王位に就くが、内面・外面の重圧に耐えきれず錯乱して暴政を行い、貴族や王子らの復讐に倒れる。実在のスコットランド王マクベス（在位1040年–1057年）をモデルにしている。
『ハムレット』、『オセロー』、『リア王』と並ぶシェイクスピアの四大悲劇の1つで、その中では最も短い作品であり、一番最後に書かれたものと考えられる。

## 原典
史劇作品と同じく、出典は主にラファエル・ホリンシェッドの『年代記』（Chronicles of England, Scotland, and Ireland）第2版（1587年出版）である。ダンカン殺害の場面は「野心家の妻にそそのかされてダフ王を弑逆したドンワルド」のエピソードにもとづくなど、史劇に比べて自由な改変を加えているらしい。
戯曲でのマクベスは、主君を殺して王位を奪い、暴政を行って短期間でその報いを受けて滅ぼされる悪人として描かれているが、実際のマクベスは17年間の長期にわたって王位にあり、また当時は下剋上がしばしば見られる時代であって、マクベスの行為も悪行とは言えず、統治の実績もあり、戯曲に見るような暴君ではなかった。

## 創作年代と書誌
四折判での刊行はなく、1623年のファースト・フォリオが最古のテキストであり、現存するテキストは全てこの版による。
全2,477行、その98%が韻文である。シェイクスピア劇としては『あらし（テンペスト）』・『間違い続き』に次いで3番目に短く、成立年代も接近しているとされる『ハムレット』の4024行（これはシェイクスピア作品中最長）、『オセロー』の3560行、『リア王』の3499行と比較すると短さが著しい。
また、上演の記録も後述のように1611年より遡れない。従って創作年代はテキストの内証によるしかないが、何度も書き直されたうえ、初期のテキストは残っていないため、その確定は困難である。
現在知られる内容の『マクベス』（ファースト・フォリオに収録されたもの）の推定執筆年代は1606年頃である。これについては、バンクォーを祖と考えるステュアート家のスコットランド王ジェームズ6世が1603年にイングランドの王位を継承（ジェームズ1世）したことが大きく影響している。さらに、第2幕第3場の門番のセリフが、1605年に発覚した火薬陰謀事件に関与して裁判にかけられたイエズス会士、ヘンリー・ガーネット (Henry Garnet) を念頭に書かれているとの推定から、本作の成立を裁判のはじまった1606年の中頃以降と考える説が有力となっている。
更に、この作品はシェイクスピアの悲劇としてはあまりに短いこと、また内容的に幾つかの点で飛躍や省略と思われる箇所が存在することから、初めに長い版の『マクベス』があって、これをシェイクスピア自身が短縮したと考える者もいる。この短縮改訂説はデンマーク王クリスチャン4世が1606年にロンドンを訪問した際に宮中で本作が上演された可能性を考えることから生じる（次節参照）。宮中での上演には通常の上演は長すぎるので、そのために大幅にカットされたとするのであり、これも1606年に現在の『マクベス』が成立したとする根拠とされる。
その場合には現在のものより長い『マクベス』が先行して成立していた可能性を考えねばならないが、スコットランド王であったジェームズを賛美する劇の基本骨格は動かないことから、ドーヴァー・ウィルソンなどは1601年頃にシェイクスピアの劇団「宮内大臣一座」がスコットランドのエディンバラに赴いた際の成立を主張している。
また、この作品にトーマス・ミドルトン、またはミドルトン作品を知る無名の作家による加筆があることは定説化している。その加筆部分は、ヘカテが登場する場面、すなわち第3幕第5場の全部と、第4幕第1場のヘカテのセリフ（6行）と付随するト書きを含む10行程度だけだとされる。いずれも、ミドルトンの戯曲『魔女』（1615年）に出てくる歌の抜粋が挿入されていることからの推定である。なおこの変更は加筆だけでなく、いくらかの削除をした可能性があるが、シェイクスピア自身の手によって大幅な短縮化がなされた可能性もある以上、この際の削除部分を具体的に推察することは不可能である。

## 上演史

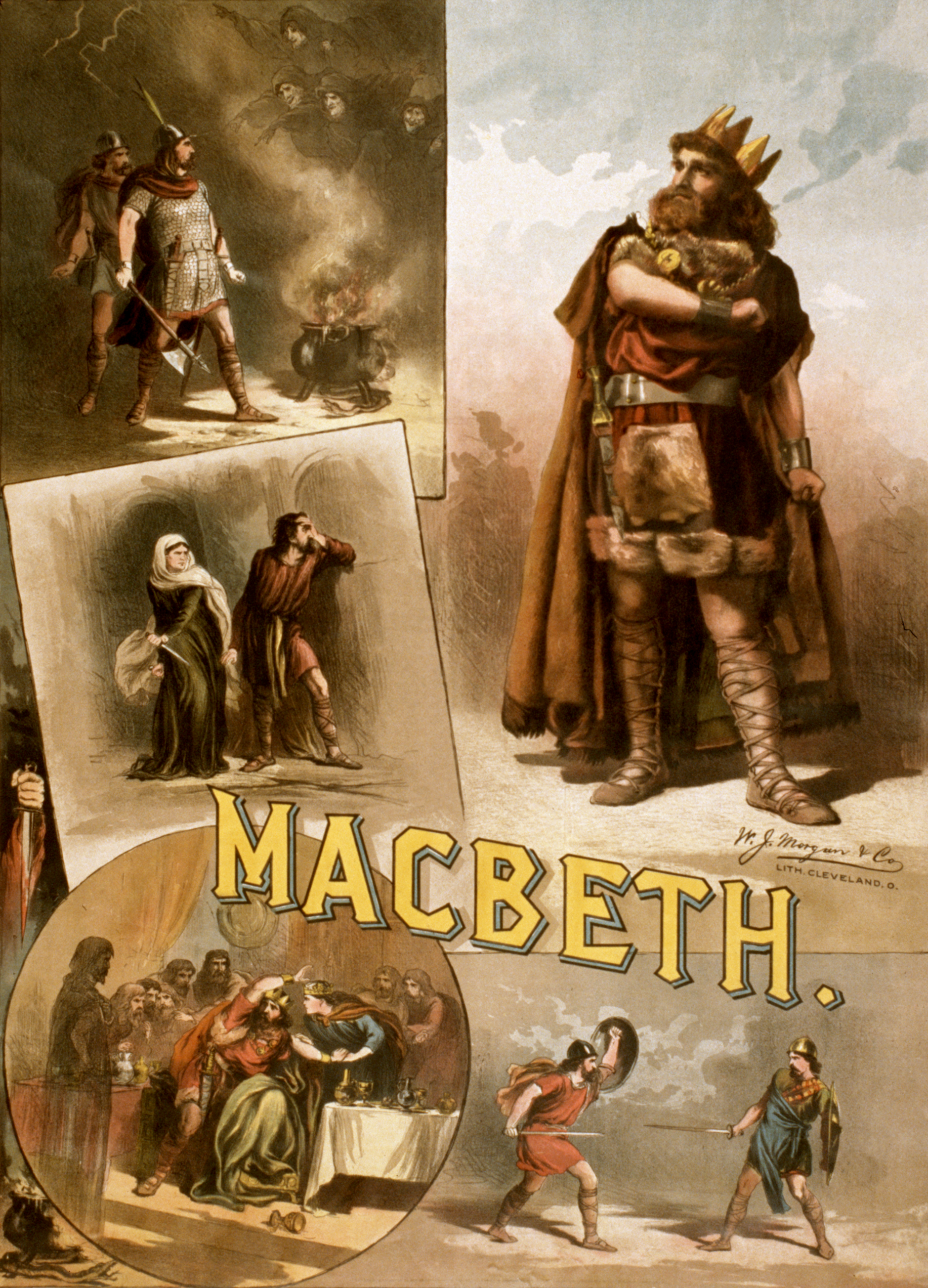
トーマス・キーンが演じた『マクベス』劇のポスター（1884年）。

執筆と同じく初演も1606年ごろと推定されており、ジェームズ1世の義弟に当たるデンマーク王クリスチャン4世が1606年の7月から8月にかけてロンドンを訪問した際に行われた宮中での観劇会において本作が上演された可能性も推測されているが、現存している最古の上演記録は1611年4月に占星術師のサイモン・フォアマン（Simon Forman）がグローブ座で観劇したというものである。
17世紀中ごろには劇作家のウィリアム・ダヴェナントが、ダンスや音楽を取り入れたオペラ風『マクベス』を上演していたという記述が1708年の文献に残っている。1667年のサミュエル・ピープスの日記には、ダヴェナントの改作版『マクベス』は、これまでピープスが見た舞台の中で一番だと記されている。1744年にはデイヴィッド・ギャリックがオリジナルの復活という触れ込みで『マクベス』を上演したが、これもダヴェナントによる脚色の影響下にあり、原作にはない歌やダンスを交えたものであった。シェイクスピアの描いたままの形で上演されるようになるのは19世紀以降のことである。
2002年にはウエスト・エンドでショーン・ビーン主演で上演された。

## 登場人物
マクベス
スコットランド王ダンカンの臣下、スコットランドの将軍、後にスコットランド王。
マクベス夫人
マクベスの妻。マクベス以上の野心に実行力をも兼ね備え、夫を叱咤して悪行を重ねさせる。
ダンカン
スコットランド王。マクベスを重用していたが、マクベスに暗殺される。
マルカム
ダンカンの長男。
ドナルベイン
ダンカンの次男。
バンクォー
スコットランドの将軍で、マクベスの友人。
フリーアンス
バンクォーの息子。
マクダフ
スコットランドの貴族、ファイフの領主。マクベスに妻子を殺され、マクベスを仇と狙う。
マクダフの妻と息子
マクダフがイングランドへ亡命したマルカムのもとへ走ったためマクベスに殺される。
レノックス、ロス、メンティス、アンガス、ケイスネス
いずれもスコットランドの貴族。
シーワード
ノーサンバランド伯、イングランドの将軍。
小シーワード
シーワードの息子。
3人の魔女
マクベスに、いずれ王になる、女から生まれた者にはマクベスを倒せない、バンクォーに、子孫が王になる、などの予言をする。
ヘカテ
呪術を司る女神。
3人の暗殺者
マクベスの指示でバンクォーやマクダフの妻子を殺害する。
マクベスの侍医

## あらすじ

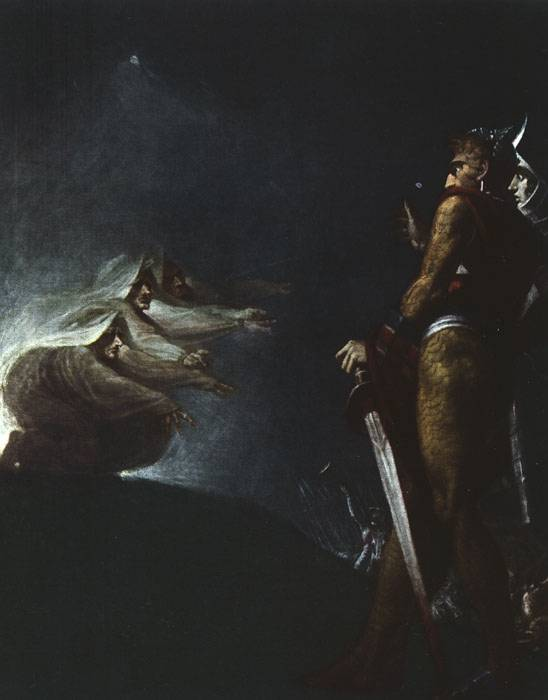
3人の魔女に出会ったマクベス。

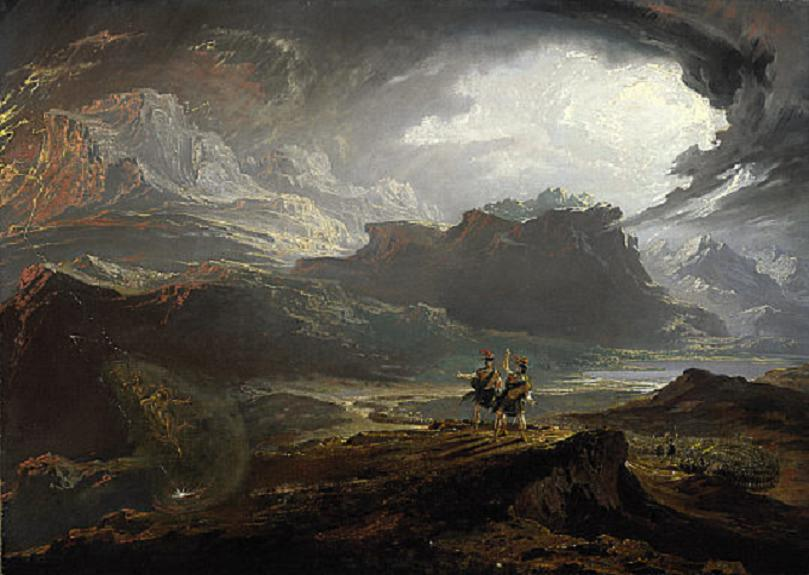
丘の上から近づくノーサンブリア軍を眺めるマクベス。ジョン・マーティン作

### 第1幕
3人の魔女の乱舞から始まる。「きれいは汚い、汚いはきれい」などという不可思議な台詞が劇の展開を暗示する。次いでスコットランド軍対反乱軍とノルウェー軍の戦場にて、スコットランド大勝利の報告を受ける国王ダンカン。戦果をあげたスコットランドの将軍にしてグラミスの領主マクベスは、 バンクォーと陣営に戻る途中、荒野で3人の魔女に出会う。魔女達はマクベスに対し「万歳、コーダーの領主」「万歳、いずれ王になるお方」と呼びかけ、バンクォーには「王にはなれないが、子孫が王になる」と予言し消える。そこへダンカン王の使者が現われ、マクベスが武勲により新しくコーダーの領主に任ぜられたと伝える。魔女の言葉通りとなったことに2人は驚き、マクベスは王になるという予言にも秘かに希望を膨らませる。
フォレスの城に帰還したマクベス達をダンカン王が迎える。ダンカン王は両将の功績を讃えつつ、息子のマルカム王子を王位継承者に定める。予言の実現を危ぶんだマクベスはある決心をする。
マクベスから事の顛末を記した手紙を受け取り、マクベス夫人は興奮する。夫を国王の座につけるべく、王の一行より一足先に城に戻ったマクベスと共にダンカン王暗殺の計画を企てる。一度は決意したものの、内心では罪悪感を覚えて及び腰になるマクベスを叱咤し奮い立たせるマクベス夫人。やがてダンカン王の一行が城に到着し、宴会が始まる。

### 第2幕
マクベス夫人は王の部屋付きの従者の酒に薬を盛り眠らせる。マクベスは血まみれの短剣が浮くのを幻視するが心を奮い立たせ、皆が寝静まると王の寝室へ向かう。王を殺したマクベスは茫然自失となり、「マクベスは眠りを殺した。もうマクベスに眠りはない」と言う幻聴を聞き、殺害に使った短剣を持ってきてしまい、マクベス夫人が慌てて短剣を戻しに走る。王の血で手を真っ赤に染めた2人は寝室へ引き揚げるが、マクベスは血に染まった己の両手を見て恐怖する。朝になり、貴族達が王の死体を発見した。城中が混乱にある最中、マクベスは部屋付きの従者たちを直ちに斬殺して口を封じ、王殺しの下手人と報告する。父を殺された王子たちは自分達の命も危ないと判断し、長男のマルカム王子はイングランドへ、次男のドナルベインはアイルランドへ逃げる。王殺害の嫌疑は逃げた王子達にかかり、マクベスが次の国王に指名される。

### 第3幕

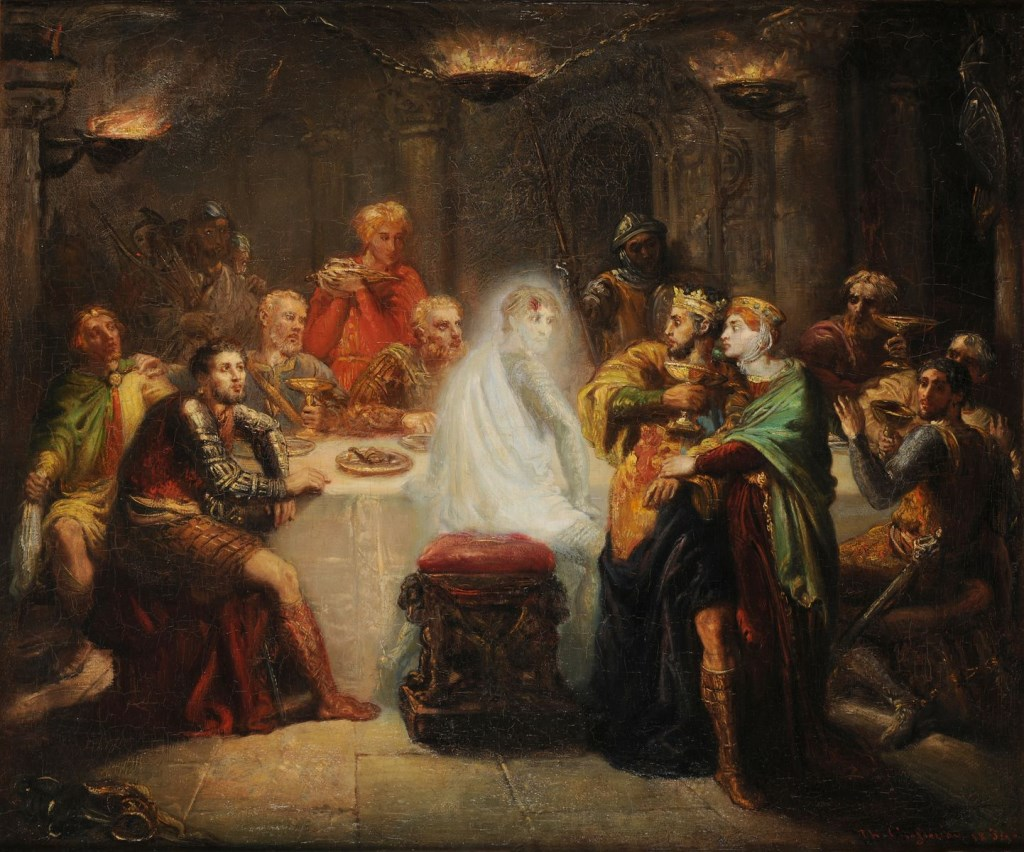
バンクォーの亡霊が自分の席に座っているのを見て怯えるマクベス。

国王の座についたものの、バンクォーの存在と、彼の子孫が王になる、という予言を恐れたマクベスは、バンクォーと息子フリーアンスに暗殺者を放つ。バンクォーは殺されるが、フリーアンスは逃げ延びる。その報告を貴族たちとの宴会の席でひそかに受けたマクベスは、バンクォーの亡霊が列席しているのを見て取り乱す。そしてマクベス夫人も、最初のうちは気丈に振る舞うが次第に不安に蝕まれていく。

### 第4幕
心の安定を得られないマクベスは魔女たちのもとへ赴き、予言を乞う。魔女たちは様々な幻影や魔物を呼び出し、「女の股から生まれたものはマクベスを倒せない」「バーナムの森が進撃して来ないかぎり安泰だ」との予言を引き出す。女から生まれない人間がいるか、森の木が進軍してくる事があるか、とマクベスは安堵するが、バンクォーの子孫が王になる予言について尋ねると、8人の王とその後ろにバンクォーの亡霊が笑っている幻影が現れ、マクベスの不安は消えない。その直後に有力な貴族マクダフのイングランド亡命の知らせが届く。マクベスはマクダフの城を奇襲し、マクダフの妻と幼い子どもを殺させるほか、暴政によって国内を不安に陥れ、民心は離れて行く。
イングランド王のもとに身を寄せているマルカム王子にマクベス討伐を説得するマクダフ。マルカム王子は自分は王位に相応しくないと答え、それにマクダフは立腹する。しかしそれはマクダフを試すための嘘であった。マクダフがマクベスの回し者でないと知ると、すでにイングランド王麾下のシーワード将軍の助けを得てマクベス討伐の準備をすすめていることを打ち明ける。自分の城が奇襲された知らせを受けたマクダフは、家族を守れなかった自責の念と、マクベスへの怒りに駆られる。
なお、これと並行してイングランド王が不思議な力を神から賜り、不治の病に苦しむ庶民たちを次々に全快させている様子が語られる。暴君と化したマクベスと対比させる効果と共に、王宮での上演にかかる改変であろう。

### 第5幕

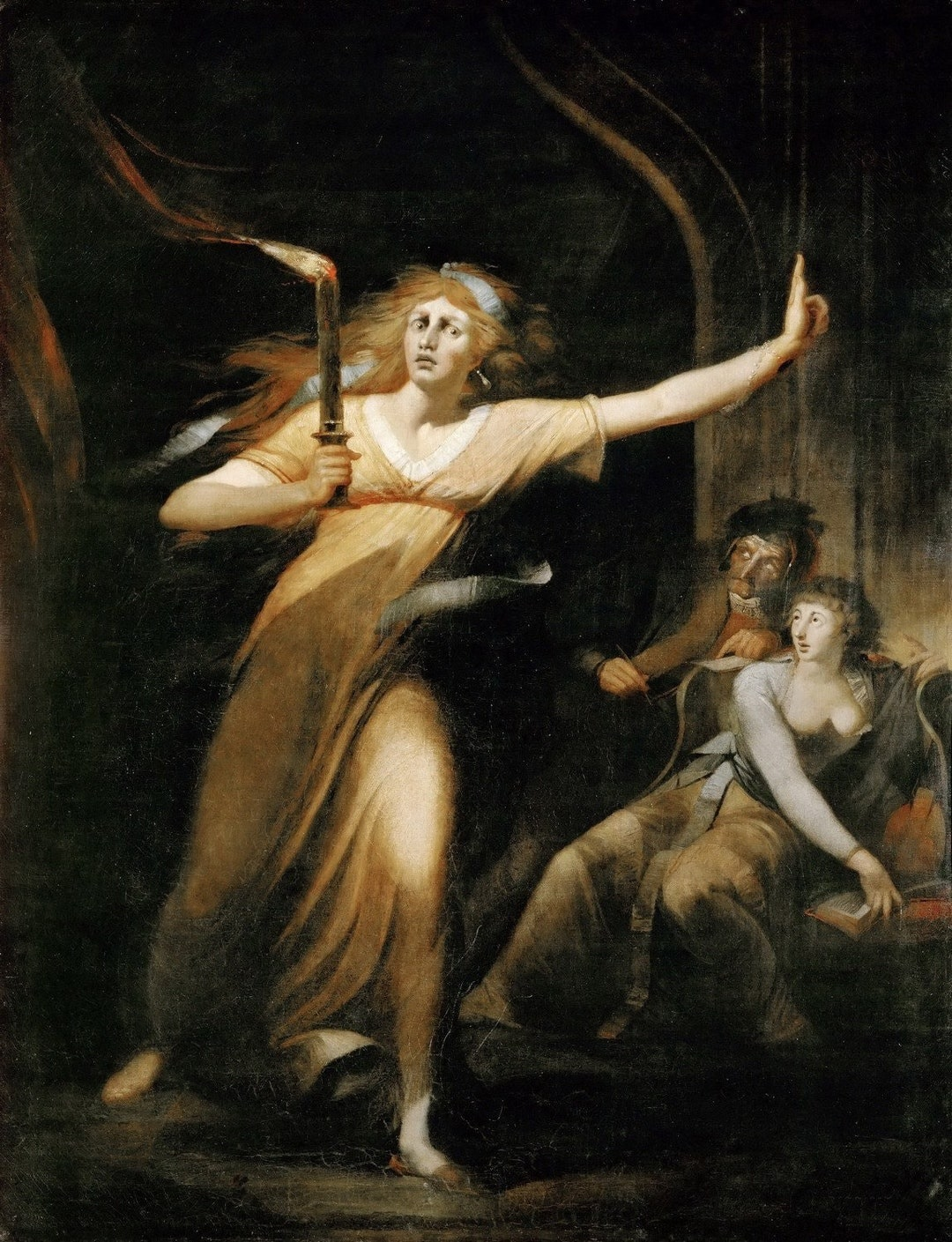
夢遊病に冒されたマクベス夫人

マクベス夫人は夢遊病に冒されている。侍医と侍女が隠れて見守る中、マクベス夫人は夜中に起き出して、手を洗う仕草を繰り返す。「血が落ちない」とつぶやき、ダンカン王殺害時の言葉を喋り、バンクォーやマクダフ夫人殺害を悔い、嘆き続ける。侍医は治療の手立てはないと判断する。
マクベスの城へイングランド軍が攻めてくる。味方も次々と寝返って行き、客観情勢はマクベスに不利になるが、彼は理性をなくし、「バーナムの森が動かない限り安泰だ」、「女が生んだものには自分を倒せない」という予言により自らの無敵を信じて城にたてこもる。そこへマクベス夫人が亡くなったとの知らせが届き、更にバーナムの森が向かってくるという報告が入る。実はイングランド軍が木の枝を隠れ蓑にして進軍していたのだが、森が動いているように見えたのである。予言の一つに裏切られたマクベスは自暴自棄となり、最後の決戦を求めて戦場に出て行く。城が落とされる一方で、小シーワードをはじめ次々と敵を倒していくマクベス。ついにマクダフと対峙したマクベスは「女の股から生まれた者には殺されない」と告げると、マクダフは「私は母の腹を破って(帝王切開)出てきた」と明かす。最後の望みに見放されたマクベスは、自分の運命は自分で切り開く、とマクダフと戦い、敗死する。マクダフがマクベスの首級を殺る。

## one of woman born
マクベスは one of woman borneには倒されないという予言を受け、自らの不敗を確信する。One「者」、（who is） of woman「女から」、borne「生まれた」、したがって「女から生まれた者」の意味である。この「女から生まれた者」という表現は新約聖書にも現れる慣用句で（マタイによる福音書11章11節、ルカによる福音書7章28節）、通常は「あらゆる人間」を意味する。
しかしborne「生まれた」は動詞bear「産む」の過去分詞に由来し、字義通りには「産むことをされた」「産み落とされた」の意味である。これにより、産み落とされたのではなく帝王切開で生まれたマクダフは予言から逃れられるのである。
日本語訳では、このニュアンスの違いを日本語で表すため、訳者によりさまざまな工夫がなされている。なお、『蜘蛛巣城』ではマクダフに相当する人物が登場しないためこの問題は回避されている。

## オペラ・映画化、翻案など

### オペラ、クラシック音楽
- マクベス
ジュゼッペ・ヴェルディが作曲した全4幕のオペラ。
- マクベス
リヒャルト・シュトラウスが作曲した交響詩。
- マクベス
サルヴァトーレ・シャリーノが2003年に作曲したオペラ。
- ムツェンスク郡のマクベス夫人（下記参照）

### バレエ
- マクベス
新国立劇場25周年のために制作された作品。音楽は、ジェラルディン・ミュシャ（英語版）編曲とオーケストレーションはマーティン・イェーツによる。2023年4月29日イェーツ指揮東京フィルハーモニー交響楽団の『シェイクスピア・ダブルビル』で世界初演。

### 映画
- マクベス： 1908年、J・スチュアート・ブラックトン（英語版）監督。
- マクベス（英語版）： 1916年、ジョン・エマーソン（英語版）監督。
- マクベス： 1948年、オーソン・ウェルズ監督。
- マクベス： 1971年、ロマン・ポランスキー監督。
- マクベス： 2015年、ジャスティン・カーゼル監督。
- レディ・マクベス： 2016年、レスコフ「ムツェンスク郡のマクベス夫人」の映画化。ウィリアム・オルドロイド監督。
- マクベス： 2021年、ジョエル・コーエン監督。デンゼル・ワシントン、フランシス・マクドーマンド出演で映画化。

### 翻案
- ムツェンスク郡のマクベス夫人： ニコライ・レスコフによる小説。
- ムツェンスク郡のマクベス夫人： 上記の小説をもとにドミートリイ・ショスタコーヴィチが作曲したオペラ。
- シベリアのマクベス夫人： 同じく上記の小説をもとにしたアンジェイ・ワイダ監督による映画。
- ジョー・マクベス（1956年の映画）：ケン・ヒューズ監督。舞台をギャングの世界に置き換えた作品。
- 蜘蛛巣城（1957年の映画）：黒澤明監督。舞台は日本の戦国時代。英題は "Throne of Blood"（血の玉座）。
- マクベス（1961年の映画）： ジョージ・シェイファー監督。舞台公演をもとにした作品。
- NINAGAWAマクベス（1980年初演の舞台劇）：蜷川幸雄の演出により、内容・せりふ（日本語）・登場人物名は原作のまま、舞台だけを日本の安土桃山時代に移して演じられた。
- コールド・ブラッド/殺しの紋章 (1990年の映画)：ウィリアム・レイリー監督。舞台をマフィアの世界に置き換えた作品。
- マクベス ザ・ギャングスター (2006年の映画)： ジェフリー・ライト監督。現代の暗黒街に舞台を移した作品。日本は劇場未公開。
- メタルマクベス ：劇団☆新感線の舞台。
- 壌歌（詩集　1969年刊） ：西脇順三郎による長編詩集。マクベスにならい、全体が5部構成となっている。また、作中にマクベスを典拠にした詩句がある。
- オペラ クラブ・マクベス：オペラシアターこんにゃく座のオペラ。高瀬久男台本・演出（初演時）。マクベスが上演されているクラブが舞台となる。
- テレビ映画「マクベス」 - BBCで2005年に放送されたもの。ダンカン・ドコティという、有名シェフが経営するレストランが舞台。ダンカンは息子マルカムに継がせると宣言。ダンカンを有名にした料理はジョーが創作したものなのに、名誉と利益はダンカンが独占していた。ジョーの妻エラは子どもを亡くしたばかりで、精神的に立ち直っていない。妻を思いやる気持ちも働き、ジョーは殺人へと進んでいく…[5]。

### 漫画
手塚治虫が1966年から1967年まで約1年間にわたって『週刊少年サンデー』に連載した漫画『バンパイヤ』は、動物に変身する人間が登場するSF風の作品であるが、主役格の間久部緑郎（まくべろくろう）の名前や、彼に悪事をそそのかす3人の魔女然とした占い師、さらに「あんたは王者になる。人間にも、人間でないものにもやられない」という予言などの設定が『マクベス』を想起させる上、実際に手塚自身、秋田書店刊行（1968年初版）の単行本で、本作が『マクベス』をもとにしたものであると記している。

## 備考
- イギリスの演劇関係者の間には、劇場内で『マクベス』の名を口にすると災いが起きるというジンクスがあり、いまでも本作を「The Scottish play」と呼びかえる者もいる[7]。
- ウィリアム・フォークナーの小説『響きと怒り』（The Sound and The Fury）のタイトルは、『マクベス』の第5幕第5場におけるマクベスのセリフ「人生はしょせん歩く影、憐れな役者/……/白痴の語る物語、響きと怒りに満ちてはいるが/何を意味するわけでもない」から引用したものである。

## 日本語訳
特記しないものの題名は『マクベス』である。
- 野上豊一郎訳、岩波書店、1950年
- 小津次郎訳、筑摩書房「筑摩世界文学大系」ほか（初訳1959年）
- 福田恆存訳、新潮文庫、初版1969年、ISBN 4102020071
- 平松秀雄訳、千城、1977年
- 小田島雄志訳、白水Uブックス、1983年、ISBN 4560070296
- 吉田萌子訳、朋友出版、1985年
- 松岡和子訳、ちくま文庫、1996年、ISBN 4480033033
- 三神勲訳 、角川文庫、改版1996年、ISBN 4042106056
- 木下順二訳、岩波文庫、1997年 ISBN 4003220528
- 大場建治訳、研究社、2004年、ISBN 4327180076
- 坪内逍遙訳、名著普及会（新版）、1989年。電子書籍で再刊（2015年より）
- 安西徹雄訳、光文社古典新訳文庫、2008年、ISBN 4334751644
- 河合祥一郎訳、『新訳 マクベス』角川文庫、2009年、ISBN 4042106188
- 石井美樹子訳、『真訳シェイクスピア　四大悲劇』河出書房新社、2021年、ISBN 9784309208299
- 高橋昌久訳（京緑社「マテーシス古典翻訳シリーズ」、2025年）- Kindle版（電子出版）